# 八雲町
八雲町（日语：／ Yakumo chō */?）是北海道渡島綜合振興局和渡島半島北部的城鎮，東側面向內浦灣，西側為日本海，是日本唯一同時擁有太平洋與日本海海岸的城鎮。町內的見市川流域和部份的海岸線位於檜山道立自然公園的範圍內。當地以農業、酪農業和漁業為主，生產馬鈴薯和糯米等農產品。八雲町也被稱為北海道乳牛養殖的發源地。日本航空自衛隊在此設有八雲分屯基地。
2005年10月1日原屬檜山支廳爾志郡的熊石町與渡島支廳山越郡的八雲町合併合併後，檜山綜合振興局被新成立的八雲町分割成兩部份，成為目前北海道唯一有飛地的振興局。
「八雲」表示「重疊的雲彩」的地名，是於1881年由帶領開拓此地的原尾張藩藩主德川慶勝，依據古事記的和歌所命名。而在阿伊努語中的地名則為「yu-rap」，意思是溫泉落下。

## 歷史
- 1691年：在熊石地區設置藩所，為當時日本所能支配土地的最北位置。
- 1873年：設置熊石戶長役場、泊川戶長役場、相沼戶長役場。[9]
- 1878年：原尾張藩藩主德川慶勝帶領舊屬共82人來到八雲進行開墾。
- 1879年：設置山越內村戶長役場和落部村戶長役場。
- 1881年：設置八雲村，隸屬山越內村外1村戶長役場管轄。
- 1886年：熊石村、泊川村、相沼村合併為熊石村。
- 1890年：山越內村外一村戶長役場改設為八雲村外一村戶長役場。
- 1902年4月1日：
  - 熊石村、相沼內村、泊川村合併成熊石村，並成為北海道二級村。[10]
  - 八雲村和山越內村合併為八雲村，並成為北海道二級村。
- 1907年4月1日：八雲村成為北海道一級村。
- 1915年：茅部郡落部村成為北海道二級村。
- 1919年1月1日：八雲村改制為八雲町。
- 1957年4月1日：落部村被併入八雲町。
- 1962年5月1日：熊石村改制為熊石町。
- 2005年10月1日：檜山支廳爾志郡熊石町與渡島支廳山越郡八雲町合併為新的八雲町，同時成立新的二海郡，隸屬渡島支廳之管轄。

## 地理
八雲町東西部地形和氣候差異很大。東部地區河流呈扇狀展開，在下游形成平原和丘陵地區；西部地區則有一連串海拔1000公尺以上的山脈。

## 交通

### 鐵路
- 北海道旅客鐵道
  - 函館本線：落部車站 - 野田生車站 - 山越車站 - 八雲車站 - 山崎車站 - 黑岩車站
  - 北海道新幹線（預定興建）: 八雲車站

### 道路
| 高速道路 - 道央自動車道：八雲交流道 - 八雲休息區 - 落部交流道 一般國道 - 國道5號 - 國道229號 - 國道277號 | 主要地方道 - 北海道道42號八雲北檜山線 - 北海道道67號八雲厚澤部線 道道 - 北海道道202號八雲停車場線 - 北海道道263號八雲今金線 - 北海道道572號八雲港線 - 北海道道573號櫻野野田生停車場線 - 北海道道1029號花浦內浦線 |

### 巴士
- 函館巴士

## 觀光景點
| - 梅村庭園 - 八雲神社 - 八雲町鄉土資料館 - 道南休養村 - 落部公園 - 鉛川溫泉 - 櫻野溫泉 - 銀婚湯溫泉 - 上之湯溫泉 - 濱松溫泉 - 平田內溫泉 - 見市溫泉 - 黑岩奇岩 - 奇岩雲石 - 門昌庵 | - 北海道阿伊努部落溫泉遺跡出土物（國指定重要文化財）：收藏於八雲町鄉土資料館 - 熊石之山海漁獵供養塔（北海道指定有形文化財）：位於法藏寺 - 無量寺寬保津波之碑（北海道指定有形文化財）：位無量寺 - 木造地藏菩薩立像（北海道指定有形文化財）：位於法藏寺 - 赤彩注口土器（北海道指定有形文化財）收藏於八雲町鄉土資料館 - 相沼奴（八雲町指定無形民俗文化財） - 鮑魚村落慶典（5月） - 八雲山車行列（6月） |

## 教育

### 大學設施
- 北里大學獸醫畜產學部八雲牧場
- 日本大學農獸醫學部八雲演習林實習所

### 高等學校
| - 道立北海道八雲高等學校 （页面存档备份，存于） | - 道立北海道熊石高等學校 |

### 中學校
| - 八雲町立落部中學校 - 八雲町立野田生中學校 | - 八雲町立八雲中學校 - 八雲町立熊石第一中學校 | - 八雲町立熊石第二中學校 |

### 小學校
| - 八雲町立大關小學校 - 八雲町立落部小學校 - 八雲町立春日小學校 - 八雲町立黑岩小學校 - 八雲町立榮濱小學校 | - 八雲町立野田生小學校 - 八雲町立濱松小學校 - 八雲町立東野小學校 - 八雲町立八雲小學校 - 八雲町立山越小學校 | - 八雲町立山崎小學校 - 八雲町立相沼小學校 - 八雲町立雲石小學校 - 八雲町立關內小學校 - 八雲町立泊川小學校 |

### 特殊學校
- 道立北海道八雲養護學校 （页面存档备份，存于）

## 姊妹市・友好都市

### 日本
- 小牧市（愛知縣）

## 本地出身之名人
- 伊吹吾郎：演員
- 松浦周太郎：政治家
- 田中哲夫：漫畫家

## 外部連結
- （日語） 熊石町、八雲町合併協議會